# برنامج الجولة الكبرى

مسارات مركبة فوياجر 1 وفوياجر 2.

برنامج الجولة الكبرى، إحدى برامج وكالة ناسا الفضائية كان الهدف منه هو إرسال مجموعتين من الروبوتات إلى الكواكب الخارجية في المجموعة الشمسية عن طريق أربع مركبات فضائية، اثنين لزيارة المشترى، زحل وبلوتو وأثنين لزيارة المشترى، أورانوس ونيبتون. أدت الميزانية المطلوبة للمشروع التي بلغت ما يقرب من مليار دولار إلى إلغاء البرنامج واستبداله ببرنامج فوياجر لزيارة كوكبي المشترى وزحل.

## الخلفية
بدأ التفكير في تنفيذ برنامج الجولة الكبرى في عام 1964، عندنا لاحظ عالم الفلك الأمريكي غاري فلاندرو من مختبر الدفع النفاث أن الكواكب البعيدة في المجموعة الشمسية (المشترى، زحل، أورانوس ونبتون) ستكون على محاذاة واحدة في أواخر السبعينات وبالتالي يمكن زيارتها في بعثة واحدة باستخدام مساعدة الجاذبية. حاول المختبر استغلال أن هذه المحاذاة تحدث مرة واحدة كل 175 سنة في الترويج لبرنامجه مؤكدا أن هذا البرنامج سيسمح بإجراء مسح كامل للكواكب الخارجية في وقت أقل وبمال أقل من إرسال مركبات إلى كل كوكب على حدى.

## الجولة الكبرى
في عام 1969، أنشأت ناسا فريق عمل الكواكب الخارجية الذي فضل فكرة إطلاق بعثتين تزور كلا منهما ثلاثة كواكب (بما في ذلك، بلوتو، قبل أن يتم اعتباره كويكبا ثم اعتباره كوكب مرة أخرى). تم التخطيط لاطلاق بعثتين تحت اسم الجولة الكبرى، الأولى في عام 1977 لزيارة المشترى، زحل وبلوتو بينما الأخرى إلى المشترى، أورانوس ونبتون في عام 1979 لهدف تقليل الزمن اللازم لزيارة الكواكب الخارجية من 13 عاما إلى سبع سنوات ونصف فقط.
دعى فريق العمل إلى صناعة مركبة فضائية جديدة لتنفيذ البعثات الجوية الجديدة، وبالفعل قام مختبر الدفع النفاث بتصميم مركبات جديدة سميت "بمركبات الكواكب الحرارية الخارجية" (TOPS) بعمر افتراضي يتجاوز العشر سنوات.
تم تقدير ميزانية المشروع العامة في عام 1971 بقيمة تتراوح ما بين 750 إلى 900 مليون دولار بالإضافة إلى 100 مليون دولار مصاريف إطلاق المركبة الفضائية. أدى ضغط الكونغرس بالإضافة إلى المنافسة الداخلية من قبل برنامج مكوك الفضاء الذي تمت الموافقة عليه مؤخرا إلى إلغاء مشروع الجولة الكبرى في ديسمبر 1971 واستبداله ببرنامج لزيارة كوكبين فقط باستخدام مسابير مارينر الفضائية بدلا من مركبات الكواكب الحرارية الخارجية.

## برنامج المشترى وزحل
تمت الموافقة على مشروع مارينر المشترى وزحل في أوائل عام 1972، بتكلفة وصلت إلى 360 مليون دولار. تم تصميم المركبات أيضا من قبل مختبر الدفع النفاث مع الأخذ في الاعتبار ضمان العمر الكافي لإتمام مهمة برنامج الجولة الكبرى وزيارة الكواكب الأربعة العملاقة. تم الإعلان بعد ذلك أن الغرض من البعثة هو زيارة المشترى وزحل فقط لتقليل الميزانية العامة للمشروع، قبل أن يتم إضافة قمر تيتان (قمر زحل) لما له من قيمة حيث أنه القمر الوحيد المعروف الذي يحتوي على غلاف جوي.
تم اختيار مسارين للبعثة، الأول تم اختياره من قبل JST بهدف زيارة المشترى، زحل وتيتان، بينما الثاني تم اختياره من قبل JSX كنسخة احتياطية للمسبار الأول. سيصل بعد JST، في حالة نجاح JST فانه يمكن أن يكمل هدف برنامج الجولة الكبرى. أما في حالة فشل مهمة JST، فيتم تحويل بعثة JSX لزيارة قمر تيتان وإلغاء بعثة الجولة الكبرى.
في مارس 1977، قبل بضعة أشهر من الإطلاق، أجرت وكالة ناسا الفضائية مسابقة لإعادة تسمية المشروع.

## فوياجر

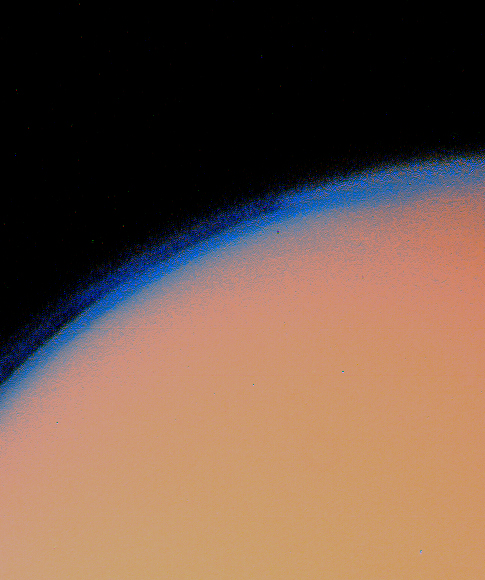
صورة لقمر تيتان من فوياجر 1.

احتفظت البعثة الجديدة بنفس غرض بعثة الجولة الكبرى. كان الهدف من فوياجر 1 هو التحليق حول تيتان بينما فوياجر 2 للجولة الكبرى وسيصل إلى كوكب زحل بعد 9 أشهر من وصول فوياجر 1، مما يتيح الكثير من الوقت لتقرير هل ينبغى المضي في بعثة الجولة الكبرى أم لا.
بعد فحص الصور القادمة من بيونير 11، تم الإعلان على أن تيتان هو الهدف الرئيسي من البعثتين. بالرغم من كون تيتان محاط بغلاف جوي يحجب أي صور لسطحها الداخلي، إلا أن مركبة فوياجر 1 نجحت في الحصول على معلومات قيمة كافية للتأكيد على وجود بحيرات هيدروكربونية سائلة على سطحها الداخلي.
مع اكتمال بعثة فوياجر 1، تم السماح لفوياجر 2 بالانطلاق إلى كوكبي أورانوس ونبتون لتحقيق هدف الجولة الكبرى المخطط له عام 1964.

## الكواكب المستهدفة

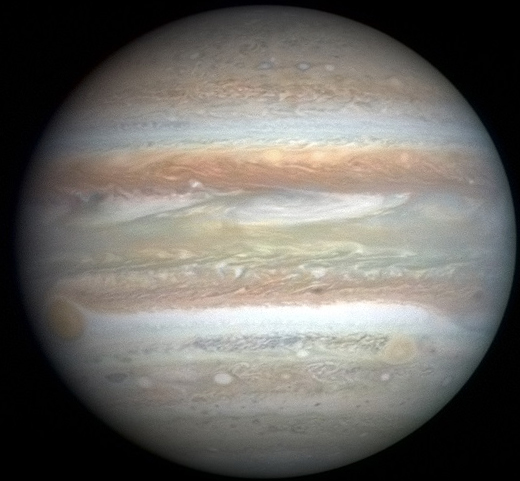
كوكب المشتري (صورة من مسبار نيو هورايزونز، 2007)
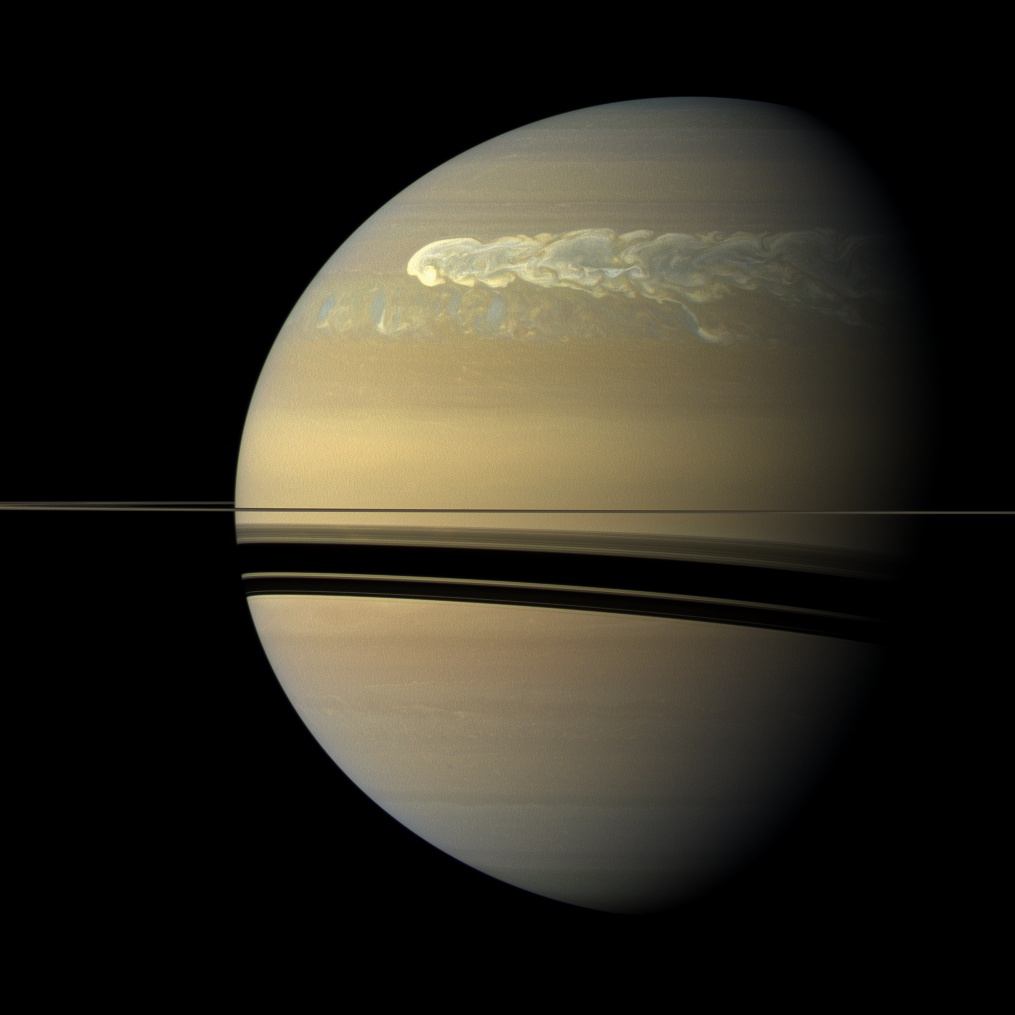
زحل (صورة من بعثة كاسيني-هويجنز، 2011)
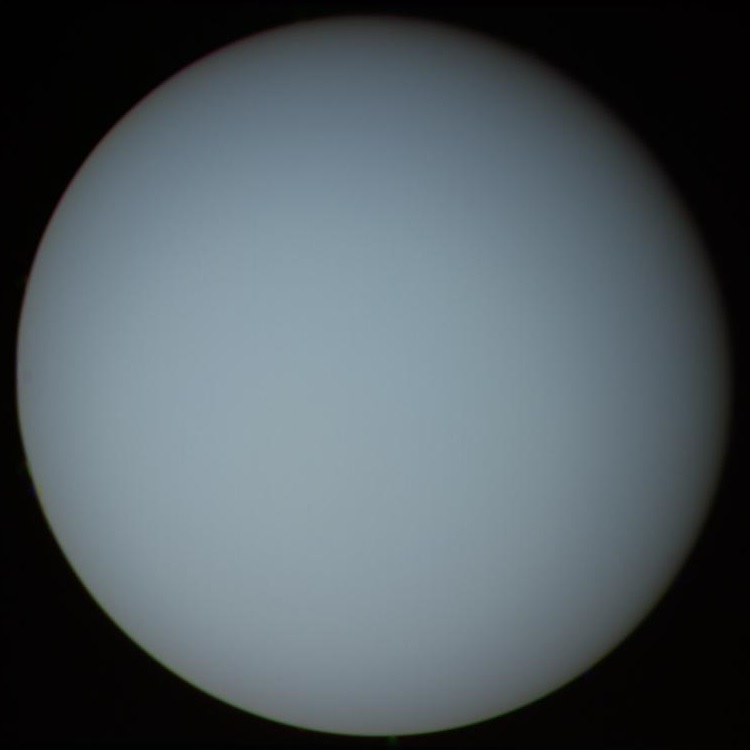
أورانوس (صورة من فوياجر 2)
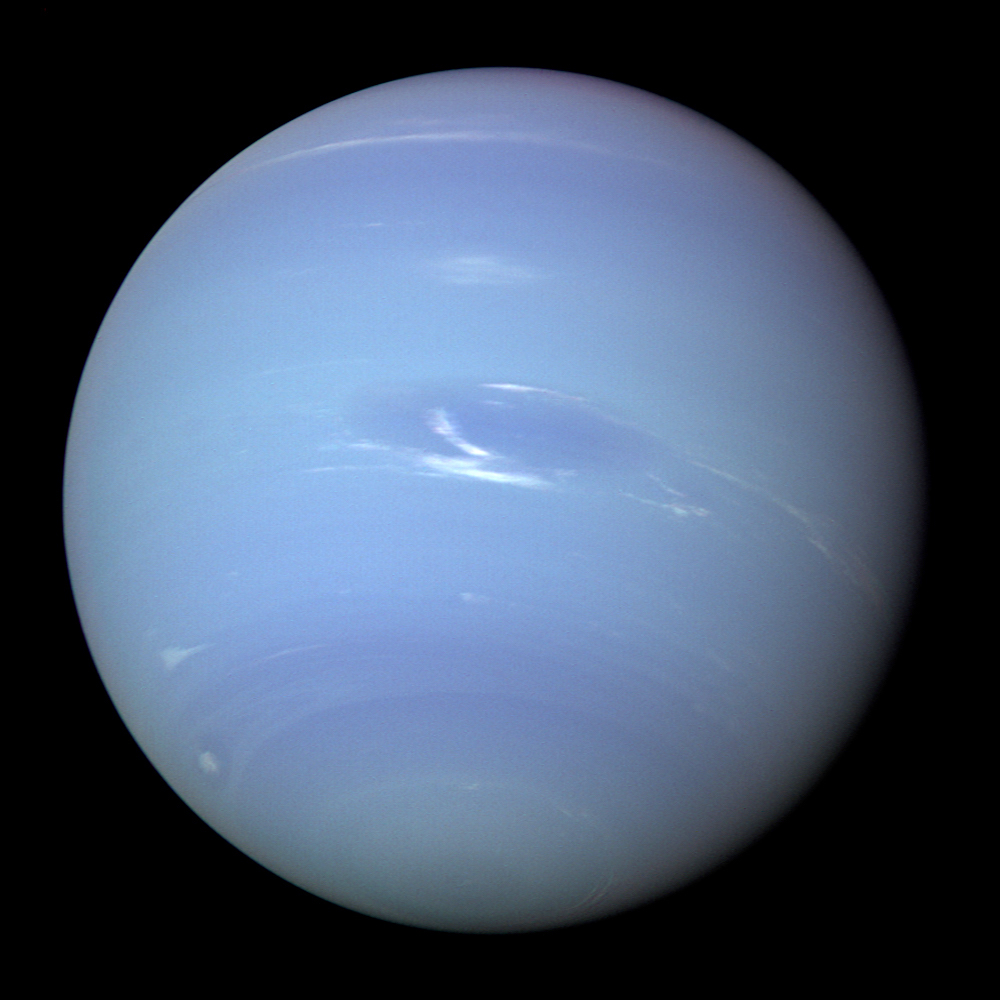
نيبتون (صورة من فوياجر 2
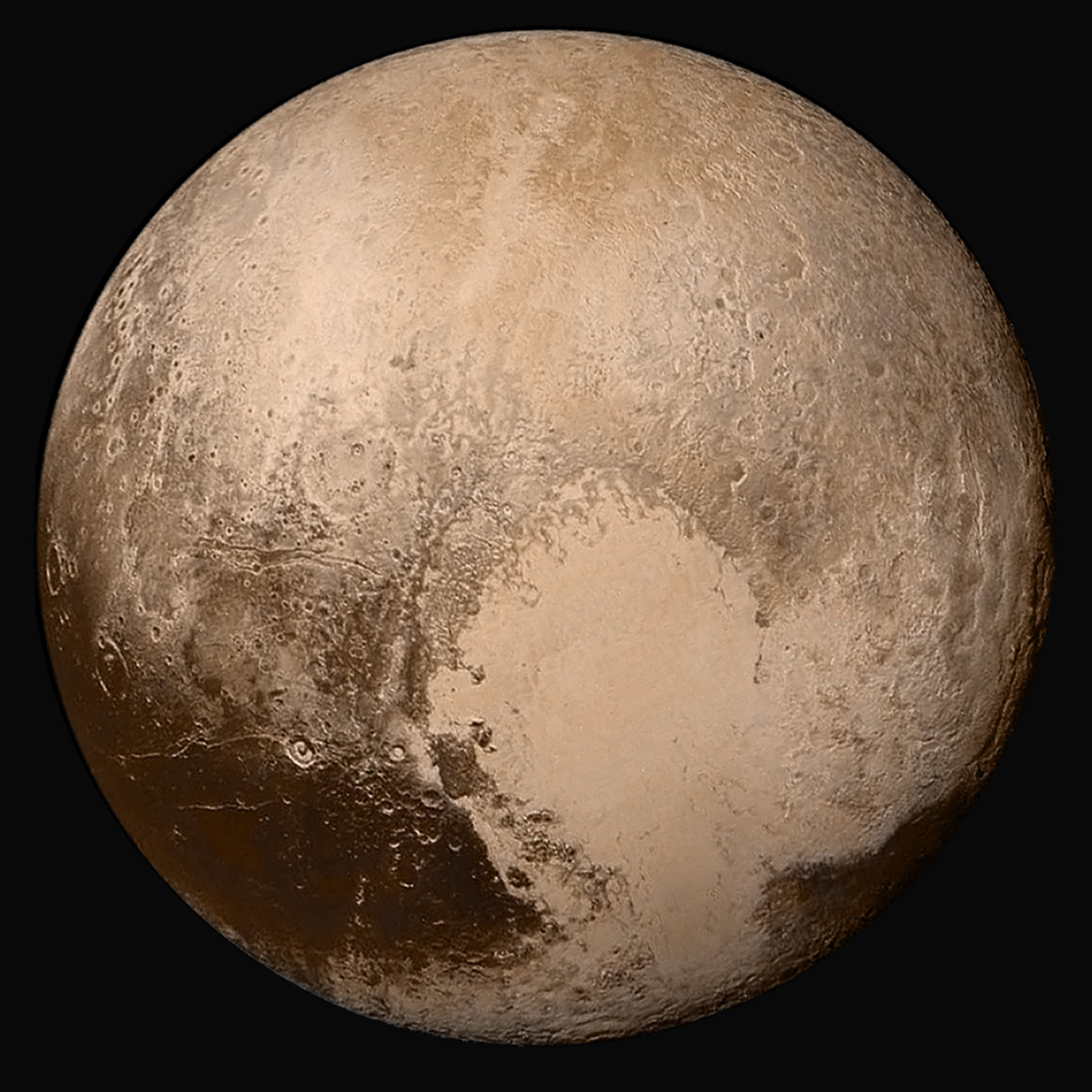
بلوتو (صورة من مسبار نيو هورايزونز، 2015)

## وصلات خارجية
- وثائقي عن الجولة العظمى
- ناسا: فوياجر 1، فوياجر 2 والجولة العظمى
- الجولة العظمى